# Arnoldo Listre
Arnoldo Manuel Listre (Buenos Aires, 22 de febrero de 1938) es un diplomático de carrera argentino.

## Carrera
En 1962 se recibió de abogado en la Universidad de Buenos Aires e ingresó al servicio exterior en 1964 como asesor del entonces canciller Miguel Ángel Zavala Ortiz, pero renunció en 1966 debido al golpe de Estado de la Revolución Argentina. Regresó al servicio exterior en 1974 y posteriormente se desempeñó en la Oficina del Asesor Jurídico (1974) como Ministro Plenipotenciario (1975) y en la Misión ante la Organización de Estados Americanos (1975). Más tarde encabezó la misión diplomática en Costa Rica (1979), y cumplió cargos en Paraguay, en la Jefatura de Gabinete del Canciller (1981) y la Sección de Organizaciones Internacionales (1981).
Fue director general de Política Exterior en el Ministerio de Relaciones Exteriores y Culto (1982-1985) y representante permanente interino ante las Naciones Unidas (1982), durante el cual actuó como asesor en la negociación durante la guerra de las Malvinas.
Entre 1985 y 1987 fue embajador en Nigeria, siendo también acreditado ante Chad, Ghana, Togo y Benín. Entre 1987 y 1989 fue embajador en Hungría. En 1989 encabezó la delegación argentina ante la Comisión de Administración del Río de la Plata y representó a la Cancillería Argentina ante el Ministerio de Obras Públicas y Servicios Públicos. En 1990 fue nombrado director general de Personal de la Cancillería.
Entre 1991 y 1994 fue Cónsul General de Argentina en Nueva York, y entre 1994 y octubre de 1999, embajador ante la Federación Rusa, también acreditado en Georgia, Armenia, Uzbekistán, Turkmenistán, Bielorrusia, Kirguistán, Azerbaiyán y Kazajistán.
El 10 de enero de 2000 inició funciones como Representante Permanente de Argentina ante la Organización de las Naciones Unidas, cargo que ejerció hasta 2003. Fue Presidente del Consejo de Seguridad en febrero de 2000.
A lo largo de su carrera diplomática, representó a la Argentina en las reuniones de la Tercera Conferencia de las Naciones Unidas sobre el Derecho del Mar, la Asamblea General de la ONU y el Movimiento de Países No Alineados. Ha preparado documentos sobre arbitraje, relacionados con el Conflicto del Beagle y casos relacionados con ríos internacionales, y dio una conferencia sobre el régimen de la plataforma continental y el desarrollo del derecho del mar.
Es miembro asesor del Consejo Argentino para las Relaciones Internacionales (CARI), y está afiliado a la Unión Cívica Radical desde los 18 años de edad.
Recibió un Premio Konex en 2008.
En cuanto a su vida personal, está casado y tiene tres hijos.